# Jacqueline Burckhardt
Pour les articles homonymes, voir Burckhardt.
Jacqueline Burckhardt est une historienne de l'art suisse, née le 4 novembre 1947 à Bâle.
Elle est l'un des lauréats du Prix Meret Oppenheim en 2024.

## Biographie

### Origines et enfance
Jacqueline Burckhardt naît le 4 novembre 1947 à Bâle. Elle a un frère. Son père est le diplomate Jakob Burckhardt (de),, petit-fils maternel du conseiller national Carl Koechlin ; sa mère est née Lucie Gansser.
Elle grandit dans différentes capitales d'Europe, notamment à Rome de 7 à 10 ans,,.

### Études
Après le gymnase à Berne, elle étudie la restauration d'art à l'Institut supérieur pour la conservation et la restauration de Rome, puis l'histoire de l'art et l'anthropologie à l'Université de Zurich, où elle côtoie notamment Bice Curiger,,. Elle obtient un doctorat dans cette université en 1989.

### Parcours professionnel
Jacqueline Burckhardt commence par travailler sur divers chantiers de restauration. Atteinte d'une jaunisse lors de son dernier chantier en Turquie, elle doit rentrer en Suisse, à Zurich, où vivaient ses parents. Elle y reprend ses études à l'Université de Zurich, avant d'être engagée au Kunsthaus.
Elle est l'un des cofondateurs en 1984 du magazine d'art bilingue allemand-anglais Parkett (de),, aux côtés notamment de Bice Curiger. Elle y est rédactrice jusqu'à la disparition de la revue en 2017.
Elle enseigne par ailleurs l'histoire de l'art à l'Académie d'architecture de Mendrisio, dans le canton du Tessin, de 2004 à 2009 et dirige la Sommerakademie du Centre Paul Klee de 2008 à 2016.
Elle préside de 1998 à 2006 ou 2009, la Commission fédérale des beaux-arts. C'est au cours de son mandat que le Prix Meret Oppenheim est créé.
Elle l'un des commissaires de l'exposition Meret Oppenheim : Beyond the Teacup, au Musée Guggenheim de New-York.

### Vie privée
Elle vit à Zurich depuis la fin des années 1970 ou le début des années 1980.

## Distinction
- 2024 : Prix Meret Oppenheim[9]

## Publication
- La mia commedia dell'arte, Zurich, Édition Patrick Frey (de), 1er juin 2022, 300 p. (ISBN 978-3907236307)